# Medonte (re)
Medonte (fl. XI secolo) è stato un politico ateniese.

## Biografia
Era il figlio dell'ultimo re ateniese Codro ed è stato arconte perpetuo di Atene dal 1069 al 1049 a.C. In seguito alla morte del padre Codro nel corso della guerra contro Sparta, Medonte e il fratello Nileo intrapresero una disputa per la corona, dando motivo ai sudditi di richiedere l'abbattimento della monarchia. Fu l'Oracolo di Delfi a dirimere la questione, assegnando Atene a Medonte. Venne così istituito l'arcontato, che Medonte rivesti per primo, seguito dai suoi discendenti, i Medontidi.